# Sleim Ammar
Sleim Ammar (in arabo سليم عمار‎?; Susa, 30 giugno 1927 – Le Plessis-Robinson, 6 novembre 1999) è stato uno scrittore, psichiatra e saggista tunisino; molto noto nei paesi arabi ma anche in altre parti del mondo francofono, ha scritto numerosi libri sulla storia della medicina nell'Islam, dedicando particolare attenzione ad interi testi in versi.

## Biografia
Nato nel 1927 a Sousse, si è laureato in medicina presso l'università di Parigi nel 1954. Divenne poi docente onorario di psichiatria e psicologia medica presso la Facoltà di medicina di Tunisi nel 1984.
Ha diretto l'Associazione tunisina delle scienze mediche ed è stato membro dell'Associazione degli psichiatri del Maghreb francese e dell'Associazione internazionale per la storia della medicina. È stato anche vicepresidente della Società internazionale per la storia della medicina nel 1994. Sleim Ammar è considerato uno dei pionieri della psichiatria nordafricana e noto per le sue poesie in francese e arabo. È stato anche membro corrispondente dell'Accademia araba di Damasco.
Ammar è deceduto nel 1999 a Le Plessis-Robinson.

## Opere principali
- En souvenir de la médecine arabe - Quelques-uns de ses grands noms, Imprimerie Bascone & Muscat, Tunis, 1965.
- Poème de la médecine arabe, Tunis, Alif, 1990, 153 p. (ISBN 978-9973716187).
- Autopsie de la guerre, Tunis, L'Art de la composition, 1992, 168 p. (ISBN 978-9973172563).
- Poème de la folie, Tunis, L'Art de la composition, 1993, 302 p. (ISBN 978-9973173843).[5]
- Ibn Al Jazzar et l'école médicale de Kairouan, Sousse, Faculté de médecine Ibn El Jazzar de Sousse, 1994, 135 p. (ISBN 978-9973174802).
- Itinéraires: 153 poèmes écrits de 1987 à 1993, 1995, 387 p. (ISBN 978-9973175243).
- Problèmes de notre temps : 167 poèmes écrits de 1988 à 1995, Ben Arous, Imprimerie principale, 1996, 479 p. (ISBN 978-9973176493).
- Abû Bekr Er-Razi, Rhazès : le Galien des arabes, 1997, 200 p. (ISBN 978-9973177575).
- Ibn Sina Avicenne: la vie et l'œuvre, Tunis, L'Or du Temps, 1998, 134 p. (ISBN 978-9973757432).

## Premi
- 1966: Académie nationale de médecine, Parigi
- 1973: Premier prix intermaghrébien de médecine, Tunisi
- 1984: Prix Médecine Maghreb, Parigi
- 1986: Prix national de la vulgarisation scientifique, Tunisi
- 1992: Prix international de psychiatrie de la Fondation Saugstad (condiviso), Oslo